# 中華基督教青年會小學
中華基督教青年會小學（英語：Chinese YMCA Primary School）是香港一所津貼小學，位於新界天水圍天富苑第4期。

## 歷史

### 創校
於1999年，香港中華基督教青年會除了申請將同系的中華基督教青年會中學（下稱「青年會中學」）從上環遷校至天水圍，亦打算同時在區內開辦一間小學，並將兩校結為一條龍學校。至同年8月，有關申請正式獲得批准，而中華基督教青年會小學亦因而於2000年正式開辦。

### 結束「一條龍」關係
由於「青年會中學」在2008年轉為直資中學，但此校無意跟隨，因此兩校正式結束「一條龍」聯繫。

## 校舍
此校為一座1995年版小學靈活式校舍，佔地5,687平方米，設有30間課室（現增加至32間）及各類特別室。校舍建設工程綑綁於天富苑四期建築合約內，地基及上蓋分別由中國建築及新福港承建，於1999年7月動工興建上蓋，為全港最後一座開展上蓋工程的同類小學校舍，以及倒數第二座小學版本靈活式校舍，於2000年8月才完工，而同期千禧校舍已獲廣泛應用。
除此以外，此校連同毗鄰另外四間學校，亦是全港建設期最長的同款校舍，其撥款建議早於1997年3月交付立法局，但最後歷時超過三年半才完工。

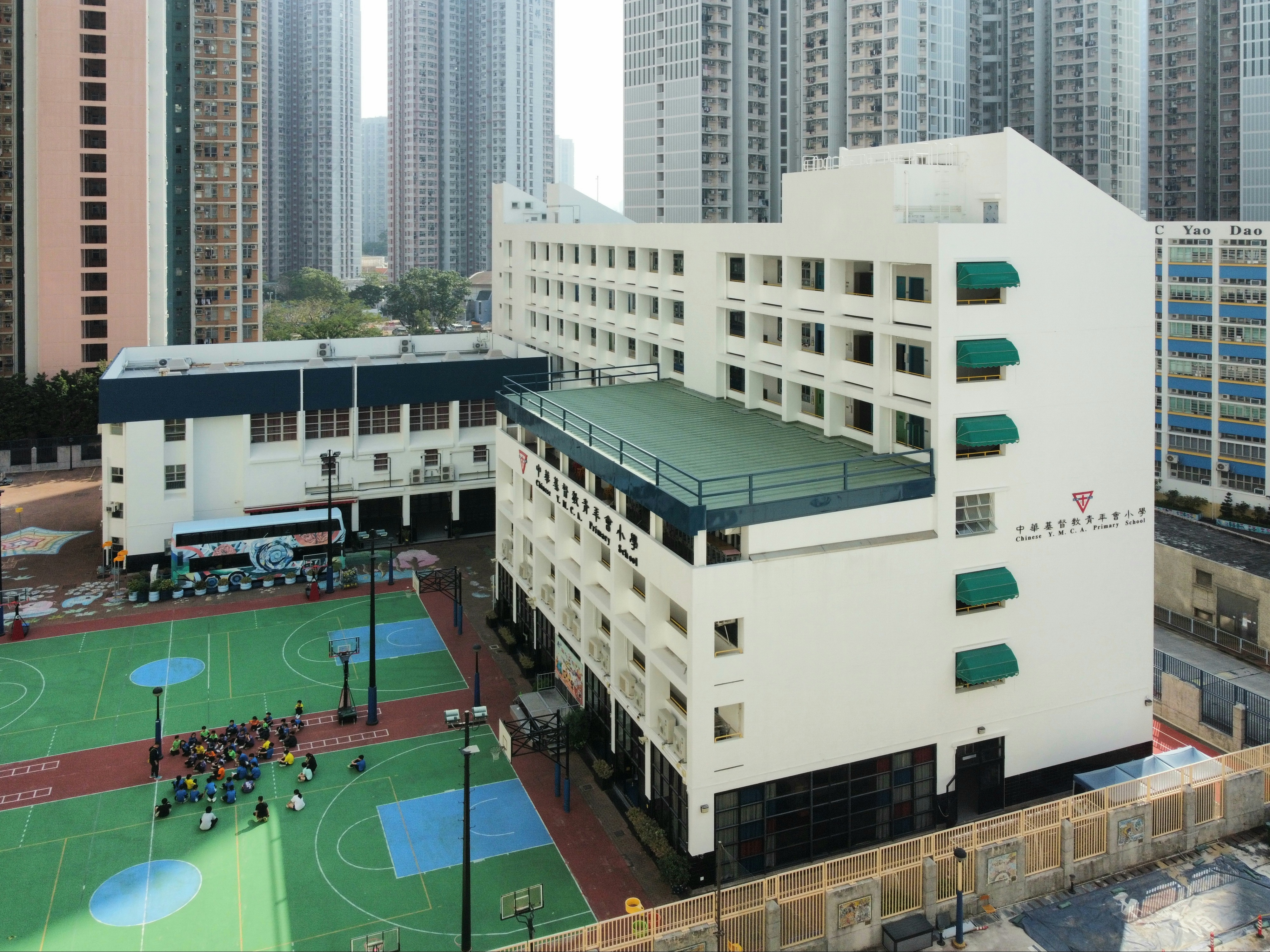
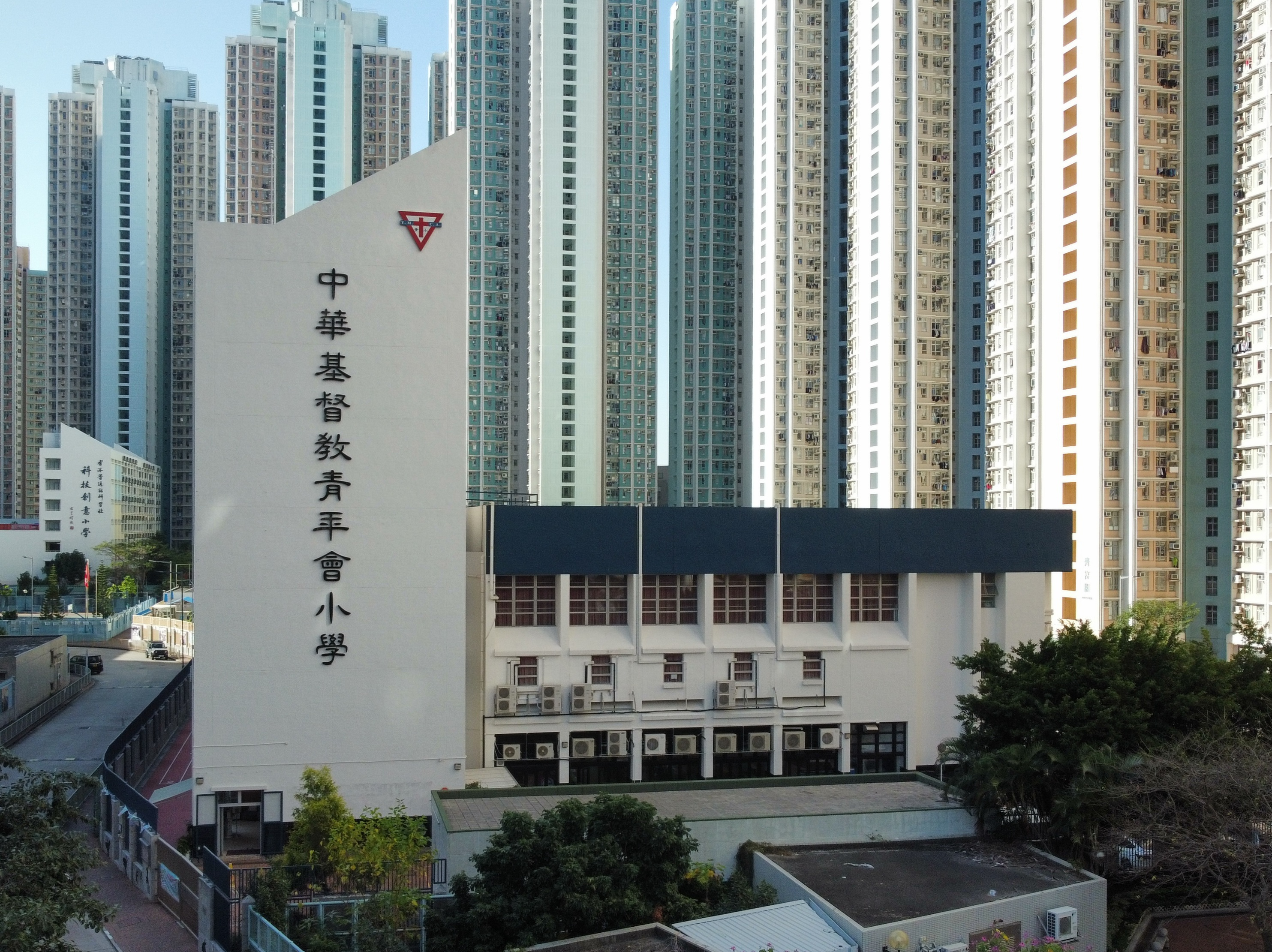

## 歷屆校長
- 金國強先生（2000年-2008年，創校校長，由中華基督教會元朗真光小學轉職）[17]
- 曾麗芬女士（2008年-2010年）
- 陳翠賢女士（2010年-2011年）
- 孫群英女士（2011年-2021年）
- 程志祥先生（2021年-2023年，後轉職至救世軍韋理夫人紀念學校）
- 羅勁柱先生（2023年-2024年，署任校長，後在此校繼續擔任副校長）
- 馬詠兒女士（2024年起，由基督教聖約教會堅樂小學轉職）

## 軼事及事件
- 2021年3月10日，由於政府在天富苑及天悅邨一帶學校（包括此校）的污水樣本內驗出SARS-CoV-2病毒，此校所有師生均需按《強制檢測公告》的規定，在限期內進行2019冠狀病毒病檢測[18][19]。
- 2022年6月21日晚上，中電位於元朗山貝河的高壓電纜橋發生爆炸，導致天水圍等地區停電。而由於天水圍北一帶需要較長時間才完成電力搶修工作，包括此校在內的14間當區學校翌日需停課一天[20]。

## 外景場地
- 2023年ViuTV真人騷節目《膠戰S3》第7集，曾在此校取景。
- 2024年無綫電視奧運節目主題曲MV，曾在此校有蓋操場取景。

## 知名/傑出校友
- 陳紫瑩：無綫電視藝員